# Yianna Terzī
Yianna Terzī, talvolta accreditata come Gianna Terzi (Γιάννα Τερζή; Salonicco, 1º dicembre 1980), è una cantante greca.
Ha rappresentato la Grecia all'Eurovision Song Contest 2018 con il brano Oneiro mou, non riuscendo a qualificarsi per la serata finale.

## Biografia
Figlia del conosciuto cantante di musica laïkó Paschalīs Terzīs, Gianna Terzī è nata a Salonicco e si è trasferita ad Atene all'età di 20 anni per completare i suoi studi musicali. Gianna ha firmato un contratto con la Minos EMI, sussidiaria greca della Universal, che ha portato alla pubblicazione di due album: Gyrna to kleidi (2006) e Ase me na taxidepsō (2008). Successivamente si è trasferita negli Stati Uniti, dove ha lavorato come talent scout per la Interscope Records.
A novembre 2017 è stata confermata come una dei cinque finalisti per la selezione greca per l'Eurovision Song Contest 2018. L'evento, inizialmente previsto per il 16 febbraio e poi spostato al 22, è stato cancellato per via della squalifica degli altro quattro partecipanti, rendendo Gianna di fatto l'unica possibile rappresentante greca all'Eurovision. La notizia della partecipazione di Gianna con il suo brano Oneiro mou è stata confermata dall'ente radiotelevisivo greco ERT il 16 febbraio 2018.
L'artista si è esibita nella prima semifinale della manifestazione, mancando la qualificazione alla finale, classificandosi quattordicesima con 81 punti.

## Discografia

### Album
- 2006 - Gyrna to kleidi
- 2008 - Ase me na taxidepsō

### EP
- 2005 - Gianna Terzī

### Singoli
- 2008 - Ase me na taxidepsō
- 2008 - Apistefto
- 2018 - Oneiro mou
- 2018 - Karma
- 2019 - Logia omorfa (Stanga)